# ایچینوسکی، ایواته
ایچینوسکی در استان ایواته در کشور ژاپن  واقع شده‌است  که دارای جمعیت ۱۲۳٬۱۵۵ نفر و مساحت ۱٬۱۳۳٫۱۰ کیلومتر مربع با تراکم جمعیت ۱۰۹  نفر در کیلومترمربع است و در تاریخ ۲۰ سپتامبر ۲۰۰۵ به عنوان شهر شناخته شد.